# Roman Hagara
Roman Hagara (ur. 30 kwietnia 1966 w Wiedniu) – austriacki żeglarz sportowy, dwukrotny medalista olimpijski.
Startował w klasie Tornado. Brał udział w czterech igrzyskach (IO 92, IO 00, IO 04, IO 08), na dwóch zdobywał złote medale. Triumfował w 2000 i 2004, partnerował mu Hans-Peter Steinacher. W 2000 i 2001 był złotym medalistą mistrzostw świata, cztery razy zostawał mistrzem Europy (1997, 2000, 2001, 2006). W 2004 był chorążym podczas ceremonii otwarcia igrzysk.
Jego brat Andreas także był żeglarzem i olimpijczykiem (wspólnie zajęli siódme miejsce w 1992).